# Saint-Léonard (Gers)
Saint-Léonard (gaskognisch: Sent Launard) ist eine französische Gemeinde mit 185 Einwohnern (Stand 1. Januar 2022) im Département Gers in der Region Okzitanien (bis 2015 Midi-Pyrénées); sie gehört zum Arrondissement Condom und zum Gemeindeverband Bastides de Lomagne. Die Bewohner nennen sich Léonardiens/Léonardiennes.
Sie ist umgeben von den Nachbargemeinden Saint-Clar im Norden, Avezan im Nordosten, Tournecoupe im Osten, Bivès im Südosten, Cadeilhan im und Südwesten sowie   Brugnens im Westen.

## Bevölkerungsentwicklung
| Jahr                       | 1793 | 1806 | 1851 | 1962 | 1968 | 1975 | 1982 | 1990 | 1999 | 2006 | 2011 | 2016 |
| Einwohner                  | 666  | 697  | 661  | 224  | 208  | 190  | 179  | 161  | 143  | 164  | 179  | 182  |
| Quellen: Cassini und INSEE |      |      |      |      |      |      |      |      |      |      |      |      |